# Independiente Nacional 1906
El Independiente Nacional 1906 fue un equipo de fútbol de El Salvador que alguna vez jugó en la Primera División de El Salvador, la liga de fútbol más importante del país. Actualmente el equipo vicentino que alguna vez que al fusionarse conformó una parte de su plantel: el Independiente F. C., milita en la Primera División de Fútbol del país centroamericano al comprar la categoría al CD Audaz.

## Historia
Sus antecedentes se muestran desde la fundación en el año 1946 en la localidad de San Vicente del C.D. Independiente , y posteriormente el equipo denominado con el nombre Coca Cola, siendo este más conocido por la formación de jugadores jóvenes que por sus logros deportivos.
Su primer logro lo consiguieron en el año 2005, año en el que ascendieron por primera vez a la Primera División de El Salvador, aunque por razones financieras le cedieron la plaza al CD Chalatenango.
En el 2006 aparece oficialmente con el nombre  de Independiente Nacional 1906 esto debido  los propietarios del equipo mencionado decidió cambiar el nombre debido a iniciativa la empresa que lo patrocinaría (esto principalmente por la celebración de 100 años del ingreso de la bebida en el mercado salvadoreño, cuyo nombre bautizaba al mismo): y a través de una asociación con el equipo C.D. Independiente de San Vicente, la idea era mantenerse durante varias temporadas bajo este nombre y responsabilidad económica, con dicha mención el equipo obtiene el ascenso a mediados del 2006 a la Primera División de Fútbol, sin embargo los pocos números a su favor llevaron al equipo al descenso al final del Torneo Clausura 2007.
Solamente duraron una temporada en la máxima categoría, ya que los pobres resultados lo mandaron de regreso a la Segunda División de El Salvador en el 2007. El club fallo en el registro del club para la temporada en la Segunda División, ya que tenían problemas financieros, por lo que en esa temporada se fusionaron con el CD Tehuacán para dar origen al Independiente Tehuacán, con lo que el club dejó de existir.

## Entrenadores destacados
| - Mauricio Alfaro (2005) - Juan Quarterone (2007) - Rubén Alonso (2007) - Carlos Antonio Meléndez (2002–2006) - Raúl Miralles (1978) | - Julio Escobar (-1982) - El Chispo (1983) - Loro (1978–1980) - Iván Antonio Ruiz Zúñiga (2003–2005) - Juan Ramón Paredes (2005–2006) - Ricardo "Culebra" García (2014–2015) |